# HD 164427
HD 164427 är en ensam stjärna belägen i den norra delen av stjärnbilden Påfågeln. Den har en skenbar magnitud av ca 6,88 och kräver åtminstone en handkikare för att kunna observeras. Baserat på parallax enligt Gaia Data Release 2 på ca 23,5 mas, beräknas den befinna sig på ett avstånd på ca 139 ljusår (ca 43 parsek) från solen. Den rör sig bort från solen med en heliocentrisk radialhastighet på ca 3,4 km/s.

## Egenskaper
HD 164427 är en gul till vit stjärna i huvudserien av spektralklass G0+ V, även om Evans et al. (1964) klassificerade den som en underjättestjärna med luminositetsklass IV. Den har en massa som är ca 1,1 solmassor, en radie som är ca 1,4 solradier och har ca 2,3 gånger solens utstrålning av energi från dess fotosfär vid en effektiv temperatur av ca 5 900 K.
En stjärna av magnitud 12,60, betecknad HD 164427 B, ligger med en vinkelseparation av 28,90 bågsekunder vid en lägesvinkel på 336°, år 2010. Den misstänks dock endast vara en stjärna med gemensam egenrörelse med en fysisk separation av så mycket som 1 090 AE och har en massa som är 52 procent av solens massa.

### HD 164427 b
År 2001 tillkännagavs av programmet Anglo-Australian Planet Search en brun dvärg, HD 164427 b, som en tänkbar följeslagare. Den upptäcktes genom mätning av dopplerhastighet med en echelle-spektrograf placerad på det 3,92-meters engelska-australiska teleskopet. Den har en minsta massa av 46 gånger Jupiters massa och kretsar kring värdstjärnan på ett avstånd av nästan en halv astronomisk enhet med en omloppsperiod på 108,55 dygn.